# Ralf Gothóni
Ralf Georg Nils Gothóni, född 2 maj 1946 i Raumo, är en finländsk pianist, dirigent och kompositör. 
Gothóni studerade 1962–1965 vid Sibelius-Akademin och därefter bland annat i Västtyskland 1965–1968. Som solist, liedpianist (med bland annat Martti Talvela och B. Henrichs) och kammarmusiker har han framträtt på många håll i Europa, Asien och USA. Gothóni var konstnärlig ledare för Operafestspelen i Nyslott 1984–1987. Han har varit professor i kammarmusik vid musikhögskolan i Hamburg 1986–1996, vid Sibelius-Akademin från 1991, vid Hanns Eisler-musikhögskolan i Berlin 1996–2000 samt 1999–2004 gästande professor i kammarmusik vid Royal College of Music. Sedan 1997 leder han Aino Ackté-institutet i Nyslott. 1995–1997 var Gothóni gästdirigent för Åbo stadsorkester. Sedan 2000 är han ledare för English Chamber Orchestra.